# Partiet Nyans
Partiet Nyans (PNy) är ett svenskt identitetspolitiskt parti grundat 2019. Partiet vill företräda minoritetsgrupper med utländsk bakgrund och förortsbor, med fokus på rättigheter för muslimer i Sverige och bekämpande av islamofobi. Partiledare sedan starten är Mikail Yüksel. I valet 2022 vann Nyans tre kommunala mandat, ett i Landskrona och två i Botkyrka, men efter avhopp från partiet har de bara ett mandat kvar.

## Ideologi
Partiet bekänner sig inte till någon politisk ideologi, men har en ambition att värna minoritetsgruppers intressen och på så vis utgöra en "förortens röst". Muslimers rättigheter och status som utsatt minoritet är centrala frågor för partiet.
Partiets Nyans ideologi har av flera utomstående bedömare, däribland statsvetarna Sofie Blombäck och Magnus Ranstorp, klassificerats som identitetspolitisk. Debattörerna Sofie Löwenmark och Kurdo Baksi har kritiserat Partiet Nyans för populism och för islamism respektive att locka islamister. Partiet avfärdade anklagelserna om islamism med att Nyans inte är ett religiöst parti och saknar planer på att införa sharia. Efter valet 2022 har även teologie doktorn Sameh Egyptson och statsvetaren Magnus Norell betecknat partiet som islamistiskt. Nyans har av statsvetaren Henrik Ekengren Oscarsson beskrivits som ett parti som ägnar sig åt klientelism(en).

## Politiskt program

### Bostäder
En viktig fråga för partiet är integration och bostadsbrist. De vill inrätta en ny bostadsmyndighet för att fler nya hyresrätter ska byggas. Dessa ska ägas av offentliga bolag utan vinstintresse, och man vill kunna frysa hyresnivåerna för att motverka marknadshyror. Personer ska också ha rätten att  vara anonyma när de söker bostad.

### Europeiska unionen
Partiet Nyans är ett EU-vänligt parti, och de anser att "EU är oerhört viktigt för att bevara freden och värna demokratin". De är positiva till bosniskt och turkiskt medlemskap i unionen.

### Familjepolitik
Partiet är kritiska till att socialtjänsten placerar barn från muslimska familjer i icke-muslimska LVU-fosterhem, och partiet vill ha en översyn av LVU-lagen och utredning av socialtjänsten. Partiet var därmed kopplat till LVU-kampanjen, riktad mot svenska myndigheter. Kampanjen, och en medlem i partiet, spred budskapet utomlands att svenska myndigheter “kidnappade” och tvångsassimilerade muslimska barn, men partiledaren tog avstånd från den formuleringen och använde istället begreppet “LVU-missbruk”.

### Kultur
Partiet vill att länsstyrelsen i Skåne skall bränna ned Lars Vilks stora konstverk Nimis som inte bara är ett svartbygge utan som de anser "symboliserar och normaliserar islamofobi".
Partiet Nyans vill erbjuda separata badtider för kvinnor på kommunala badhus.

### Rättsväsende
Partiet Nyans vill skapa en ny brottsrubricering för islamofobi och införa muslimer som erkänd nationell minoritet i grundlagen. Partiet vill även ge afrosvenskar minoritetsställning i Sveriges grundlag. Partiet vill att bränning av heliga skrifter, kränkning och hån av profeter och förolämpning religioners efterföljare skall betraktas som hatbrott, men talar inte om hädelseförbud utan vill att religion ska kunna kritiseras.
Partiet stämde också in i den kritik som riktats mot en lägesrapport publicerad av Centrum för kunskap och säkerhet (CKS) vid Borås kommun, angående situationen i stadsdelen Norrby. I CKS uppdrag ingår att "strategiskt och långsiktigt arbeta med att förebygga, förhindra och upptäcka organiserad brottslighet/gängkriminalitet, våldsbejakande extremism, hedersrelaterat våld och våld i nära relationer." Kritikerna som inkluderade flera boende i området menade att rapporten gav en ensidig och överdrivet negativ lägesbild, samt att den var generaliserande över somalier som grupp. Mikael Yüksel uttalade en ambition att lägga ned CKS.

### Skola och utbildning
Partiet är emot slöjförbud i skolan. Partiet har argumenterat mot Socialdemokraternas kongressbeslut om förbud mot religiösa friskolor, med hänvisning till religionsfrihet och att Europakonventionen anger att ”staten ska respektera föräldrarnas rätt att tillförsäkra sina barn sådan utbildning och undervisning som står i överenskommelse med föräldrarnas religiösa och filosofiska övertygelse".

### Utrikespolitik
Partiet Nyans beskriver sig som Turkiet-vänligt och vill att Sverige ska ha goda relationer med Turkiet.
Partiet har uttalat stöd för palestinierna och vill att EU ska införa sanktioner mot Israel. Inför EU-valet 2024 beskrev partiet Palestinafrågan som den viktigaste, och gick till val på att "legitimera Hamas" och "isolera Israel". Partiet kampanjade för att avföra Hamas från EU:s lista över terrororganisationer. Partiledaren Mikail Yüksel fördömde visserligen Hamas 7 oktober-attack, men menade att Israel gjort "värre saker" och att det var fel att terrorstämpla bara den ena sidan i en konflikt. Partiets toppkandidat Amel Olevic försvarade angreppet, som han menade utgjorde självförsvar.

## Historia

### Förhistoria
Efter att centerpartisten Mikail Yüksel varit toppkandidat på Centerpartiets riksdagslista i Göteborg, tvingades han lämna partiet strax innan valet 2018. Uteslutningen skedde efter att uppgifter framkommit om att Yüksel för några år sedan haft samröre med den turkiska högerextrema och islamistiska organisationen Grå vargarna, och deltagit i samtal om att starta en gren av organisationen i Skandinavien. Yüksel själv nekade till att detta varit hans avsikt.

### Grundandet (2019)
Partiet Nyans bildades hösten 2019 i Göteborg av Mikail Yüksel. Partiet Nyans registrerades 2019 för deltagande i politiska val 2022.
Nyans har ibland jämförts med det nederländska immigrantpartiet Denk.

### Första valet och tiden därefter 2022-
I valet 2022 kandiderade partiet till riksdagen, till regionfullmäktige i Skåne, Västra Götaland och Stockholm, samt till kommunfullmäktige i 25 olika kommuner. Förutom traditionell svensk valkampanj använde partiet sig också av arabisk-, turkisk- och somaliskspråkiga Tv-kanaler för få ut sitt budskap och locka väljare. De satte även upp en valaffisch i Kulu, Turkiet, varifrån Yüksel och en stor del av Sveriges turkar kommer. Affischtavlan beskrev Partiet Nyans som "det enda Turkiet-vänliga parti som tar avstånd från terroristorganisationer".
I slutet av juli 2022 uppmärksammades att många kandidater stod på valsedlarna i kommunalval i kommuner där de inte var folkbokförda och därför inte kunde bli valda, samt att de stod på valsedlar i flera olika kommuner samtidigt. Samtidigt uppmärksammades att ungefär var sjunde kandidat var dömd för brott. I augusti 2022 rapporterade Helsingborgs Dagblad och Sydsvenskan om att fem av partiets 25 kandidater folkbokförda i Skåne spridit hatretorik mot judar och shiamuslimer, samt covid-19-desinformation eller konspirationsteorier om 9/11 på sociala medier. Tre av kandidaterna uteslöts på grund av uppgifterna.
Ett par dagar före valdagen ströks flera av partiets kandidater från riksdagslistan, efter att falska e-postmeddelanden skickats i deras namn till länsstyrelsen. I åtminstone ett fall var kontot mejlet skickades från kopplat till ett telefonnummer tillhörande partiet.
I valet lyckades partiet erövra tre kommunfullmäktigemandat, ett i Landskrona och två i Botkyrka, men inga region- eller riksdagsmandat. Efter valframgången i Botkyrka folkbokförde Yüksel sig i kommunen för att kunna besätta ett av partiets mandat i kommunfullmäktige.
Under hösten 2022 bröt nya interna konflikter ut i partiet. Den interna oppositionen och Yüksel anklagade varandra för spridande av falska rykten. Konflikterna kulminerade i en extrainsatt kongress i december 2022, då Mikail Yüksel utmanades om partiledarposten av kommunfullmäktigeledamoten Sead Busuladzic från Landskrona. Yüksel återvaldes som partiledare av den extrainsatta kongressen. Efter kongressen lämnade Hamza Akacha och Sead Busuladzic partiet, vilket innebar att två av tre fullmäktigeledamöter som valts in för Nyans inte längre representerade partiet, utan istället blev politiska vildar. Busuladzic uppgav i samband med avhoppet att han övervägde att starta ett nytt parti.
I december 2022 valde partiets medgrundare Hassan Khan att stämma Yüksel genom en klandertalan för att ha brutit mot partiets egna stadgar genom att låta valberedningen bestå av endast en person.
Inför EU-parlamentsvalet 2024 toppades partiets valsedel av partiledaren Mikail Yüksel och partisekreteraren Amel Olevic.

## Valresultat

### Riksdagsval
I riksdagsvalet 2022 fick partiet 28 352 röster (0,44 %), vilket gjorde det till valets nionde största parti och det största utanför riksdagen. Den riksdagsvalkrets där partiet fick högst resultat var Malmö kommun, med 2,10 %. 
Partiets röster var koncentrerade till invandrartäta storstadsområden, och de fick över 10 procent av rösterna i 54 valdistrikt. Statsvetaren Anders Sannerstedt tror att partiet lockade väljare som tidigare röstat på Socialdemokraterna.

### Regionval
I valet 2022 kandiderade Partiet Nyans i de tre storstadsregionerna: Skåne, Västra Götaland och Stockholms län. De fick inte mandat i någon av de tre regionerna.

### Kommunalval
I valet 2022 kandiderade Partiet Nyans till kommunfullmäktige i 25 kommuner. De fick 2,44 % av rösterna i Landskrona och 2,03 % av rösterna i Botkyrka vilket renderade dem ett respektive två mandat i kommunfullmäktige. I kommuner som Malmö som är indelade i fler än en valkrets är spärren för kommunfullmäktigemandat 3 procent i stället för 2 procent, så trots 2,88 procent av rösterna fick de inget mandat i Malmö kommun.
| Kommun         | Län          | Röster | Procent | Mandat |
| -------------- | ------------ | ------ | ------- | ------ |
| Ale            | V Götaland   | 143    | 0,73    | 0      |
| Borlänge       | Dalarna      | 79     | 0.25    | 0      |
| Borås          | V Götaland   | 534    | 0,78    | 0      |
| Botkyrka       | Stockholm    | 916    | 2,03    | 2      |
| Enköping       | Uppsala      | 47     | 0,16    | 0      |
| Eskilstuna     | Södermanland | 521    | 0,83    | 0      |
| Falun          | Dalarna      | 154    | 0,39    | 0      |
| Göteborg       | V Götaland   | 5 206  | 1,48    | 0      |
| Helsingborg    | Skåne        | 959    | 1,08    | 0      |
| Huddinge       | Stockholm    | 710    | 1,14    | 0      |
| Hultsfred      | Kalmar       | 55     | 0,64    | 0      |
| Kristianstad   | Skåne        | 447    | 0,83    | 0      |
| Landskrona     | Skåne        | 677    | 2,49    | 1      |
| Linköping      | Östergötland | 301    | 0,28    | 0      |
| Malmö          | Skåne        | 5 691  | 2,88    | 0      |
| Mölndal        | V Götaland   | 137    | 0,31    | 0      |
| Nyköping       | Södermanland | 238    | 0,64    | 0      |
| Oxelösund      | Södermanland | 74     | 0,98    | 0      |
| Stockholm      | Stockholm    | 5 694  | 0,93    | 0      |
| Strängnäs      | Södermanland | 101    | 0,42    | 0      |
| Svalöv         | Skåne        | 58     | 0,68    | 0      |
| Trollhättan    | V Götaland   | 209    | 0,58    | 0      |
| Upplands Väsby | Stockholm    | 281    | 1,05    | 0      |
| Uppsala        | Uppsala      | 1 002  | 0,66    | 0      |
| Västerås       | Västmanland  | 488    | 0,51    | 0      |
| Örebro         | Örebro       | 804    | 0,82    | 0      |

### EU-val
I Europaparlamentsvalet 2024 fick partiet 1 772 röster (0,04 %). De blev därmed det sjuttonde största svenska partiet och det nionde största småpartiet utanför parlamentet. Av valsedelns 11 kandidater fick partiledaren Mikael Yüksel flest personröster, 918 stycken.